# Kościół św. Wawrzyńca w Kochanowicach
Kościół świętego Wawrzyńca – rzymskokatolicki kościół parafialny należący do parafii pod tym samym wezwaniem (dekanat Sadów diecezji gliwickiej).

## Historia
Obecna świątynia została wzniesiona w latach 20. XIX wieku z inicjatywy i fundacji ówczesnego dziedzica Kochanowic – Sylwiusza von Aulocka. Powstała wówczas murowana budowla w stylu późnoklasycystycznym. Poświęcona została w dniu 5 października 1823 roku.

## Architektura
Kościół posiada prostą architekturę oraz smukłą wieżę umieszczoną od frontu budowli. Świątynia jest murowana, wybudowana z cegły i otynkowana. Jej elewacja ma charakterystyczną ciemnoszarą barwę, który razem z jej prostotą, przypomina formę stylu gotyckiego. Budowla jest jednonawowa i posiada prezbiterium zakończone półkolistą absydą. W jego centralnym miejscu jest umieszczony drewniany ołtarz główny. We wnętrzu kościoła znajduje się interesujący pozłacany krzyż, usytuowany na lewo od głównego wejścia, a także witraże.

## Organy
Organy wybudował Damian Kaczmarczyk w 2003 roku. Instrument wzorowany jest na organach hiszpańskich z okresu wczesnego romantyzmu. Został nagrodzony na kieleckich targach Sacroexpo w 2003 roku. Szafę organową wykonano z drewna sosnowego. Gałki głosów wykonane są z postarzanego mosiądzu. Klawisze manuałów są oklejone hebanem. Organy są usytuowane na środku chóru przy balustradzie. Stół gry znajduje się z prawej strony instrumentu. Traktura jest podwieszana z klawiszami o konstrukcji jednoramiennej. Wiatrownica jest klapowo-zasuwowa. Instrument składa się z około 14 tysięcy części.
Dyspozycja instrumentu:
| Manuał                  | Pedał          |
| ----------------------- | -------------- |
| 1. Flautado 8’          | 1. Contras 16’ |
| 2. Flauta 8’            | 2. Flautado 8’ |
| 3. Flautes tapades 8’   | 3. Burdon 8’   |
| 4. Octav 4’             |                |
| 5. Flauta Allemana 4’   |                |
| 6. Docena 2 2/3’        |                |
| 7. Quincena Nasard 2’   |                |
| 8. Diez y Novena 1 3/5’ |                |
| 9. Lieno III 1’         |                |
| 10. Trompeta Real 8’    |                |